# Beverly Hills
Beverly Hills este un oraș cu 34.290 loc. (2010) ce se întinde pe o suprafață de  14,7 km², fiind situat în vestul comitatului  Los Angeles County, statul California, SUA. Orașul care este cunoscut ca domicilul unor personalități din domeniul cinematografiei, în prezent este înconjurat de jur împrejur de Los Angeles.

## Date geografice
Beverly Hills, după cum îi spune numele, este amplasat într-o regiune colinară, fiind caracterizat prin case elegante și grădini frumoase. Străzile au pe margini spații verzi cu palmieri. Strada Rodeo Drive, este una din străzile care au cele mai scumpe prăvălii din lume. În apropirea orașului se află studiourile cinematografice din Hollywood care au turnat unele filme ca Beverly Hills Cop (1984), Pretty Woman (1990) și Beverly Hills, 90210 (1990–2000) aici în oraș.

## Date demografice
Populația totală a orașului în 2010: 34,290
Structura rasială în conformitate cu recensământul din 2010:
- 82.4% Albi
- 2.2% Negri
- 0.1% Americani Nativi
- 8.9% Asiatici
- 0.0% Hawaieni Nativi sau locuitori ai Insulelor Pacificului
- 4.9% Două sau mai multe rase
- 1.5% Altă rasă
- 5.7% Hispanici sau Latino (de orice rasă)